# Zekra Alwach
Zekra Alwach (en arabe : ذكرى علوش), née en 1968, est une femme politique irakienne, maire de Bagdad de 2015 à 2020. 

## Biographie
Elle est titulaire d'un doctorat en ingénierie civile.
Elle est d'abord la directrice générale du ministère de l'Enseignement supérieur.
Elle est mariée au général de division Ali al-Araji.
Maire de Bagdad de 2015 à 2020, elle est l'une des premières femmes maire dans un pays membre de la Ligue arabe.